# Бинарна операција
У математици, бинарна операција је рачун који укључује две улазне вредности или другим речима, операција чија је арност два. Бинарне операције се постижу коришћењем било бинарне функције или бинарног оператора. Примери укључују познате аритметичке операције као што су сабирање, одузимање, множење и дељење.